# Hydropsyche alternans
Hydropsyche alternans is een schietmot uit de familie Hydropsychidae. De soort komt voor in het Nearctisch gebied.